# Конфлікт у Північному Ківу
Конфлікт у Північному Ківу — продовження боротьби, яка точилась у Північному Ківу, Демократична Республіка Конго після офіційного закінчення Другої Конголезької війни в Конго у 2002—2003 рр. У квітні 2012 року солдати підняли заколот проти уряду Демократичної Республіки Конго. Бунтівники сформували повстанські групи під назвою рух 23 березня (M23), яка складається з колишніх членів повстанського Національного конгресу народної оборони Конго (НКЗН). Колишній командир НКЗН Боско Нтаганда, відомий як "Термінатор" звинувачується у організації заколоту.
20 листопада 2012, M23 взяв під свій контроль Гому, столицю провінції з населенням в один мільйон чоловік.

## Передмова
Конфлікт бере свій початок з протистояння між ДР Конго і Руандою в 1994 році, коли на території Руанди через геноциду тутсі з боку хуту загинули не менше 800 тисяч осіб.
У 2008 році повстанське угрупування «Національний конгрес народної оборони Конго» підійшло до міста Гома, але не стала його брати, уряд Демократичної Республіки Конго погодилися на переговори з ними.
23 березня 2009 року НКЗН підписав мирний договір з урядом, в якому він погодився стати політичною партією в обмін на звільнення своїх ув'язнених членів, а вояки інтегрувались до лав армії ДР Конго. Але незабаром бойовики дезертирували і створили «Рух 23 березня» 4 квітня 2012, відбулися сутички між військами ДРК і 300 вояками генерала Нтаганда в районі Рутшуру на північ від Гома.

## Ескалація конфлікту
6 липня 2012, M23 атакувало і захопило місто Бунагане менш ніж в кілометрі від кордону з Угандою. Близько 600 вояків ДРК відступили на терен Уганди. Повстанці виступили із заявою, що вони припинять наступ, якщо уряд погодиться на проведення мирних переговорів із ними. Організація Об'єднаних Націй засудила напади бойовиків в регіоні після вбивства індійського миротворця в ході бойових дій.
8 липня повстанці захопили Рутшуру, за 70 кілометрів на північ від Гома, столиці провінції Північне Ківу.
У листопаді бойові дії активізувались. 17 листопада 2012 після нападу повстанців М23 на місто Кібумба урядові війська залишили місто. Тоді ж військові вертольоти миротворців ООН обстріляли позиції угруповання «Руху 23 березня» в Кібумбе. Рада Безпеки ООН засудила відновлення військових дій і зажадала від «Руху 23 березня» негайного припинення подальшого просування до міста Гома.
19 листопада 2012 в ході перестрілки між урядовими військами, за підтримки миротворців ООН і повстанцями з «Руху 23 березня» вдалося відбити напад заколотників. Напад проходив на аеропорт в північних передмістях міста Гома, повстанці пройшли до аеропорту повз бази миротворців ООН, ховаючись за оселями тубільців.
20 листопада 2012 «Рух 23 березня» оголосив про взяття міста Гома без опору. Хоча, за іншими даними, армія ДР Конго використовувала вертольоти і артилерією, але в підсумку залишила місто повстанцям. Повстанці захопили місто вперше з 2003 року. Війська миротворчої місії ООН не стали вступати в бій з повстанцями, побоюючись втрат серед місцевого населення міста. Також 20 листопада повстанці захопили місто Саке, яке знаходиться в 25 км на захід від Гоми і продовжують наступ на столицю ДР Конго, Кіншасу.
Незважаючи на те, що повстанці заявили про взяття міста, ООН говорить про те, що вони досі контролюють аеропорт.
Майже 3000 вояків конголезької армії і поліції перейшли на бік повстанців в Гома 20 листопада. Вояки M23 продовжили свій наступ, захопивши контроль над містом Саке і, станом на 21 листопада, почали просування в напрямку міста Букаву, столиці провінції Південне Ківу. Наступним містом після Букаву мало стати Кісангані, столиця Східної провінції
22 листопада урядові війська, спробували повернути Саке, проте після важких зіткнень з M23  тисячі голодних і деморалізованих урядових вояків відступили до міста Мінова, де, згідно з The Guardian, урядові вояки розпочали пограбування і зґвалтування цивільного населення 

## Перемовини і виведення вояків М23
За результатами перемовин між представниками М23 й уряду ДРК, за участю, як спостерігачів, представників уряду Уганди, вояки М23 звільнили 1 грудня 2012 місто Гома, яке перейшло під контроль урядових військ